# Kazár
Kazár is een plaats (község) en gemeente in het Hongaarse comitaat Nógrád. Kazár telt 2155 inwoners (2001).